# Silas Mills
Silas Mills né le 5 avril 1972 à Milwaukee est un joueur de basket-ball qui évolue au poste d'ailier.

## Club
- 1990-2000 :  Yakima Sun Kings (CBA)
- 2000-2001 :  Fenerbahçe (1er division)
- 2001-2002 : 
  -  Sioux Falls Skyforce (CBA)
  -  Snaidero Udine (Lega A)
  - Ginebra Kings
- 2002-2003 :  Panionios Athènes (ESAKE)
- 2003-2004 : 
  -  Sioux Falls Skyforce (CBA)
  -  Shanshi Dongshen Kylins
  -  CB Granada (LEB)
- 2004-2005 : 
  -  CB Calpe – Aguas de Calpe  (LEB)
  -  Azovmach Marioupol (1er division)
- 2005-2006 :  Leon Caja España (LEB)
- 2006-2007 :  Bourg-en-Bresse (Pro A)
- 2007-2007 :  Hyères Toulon Var Basket (Pro A)
- Décembre 2007-2008 :  Saint-Quentin Basket-Ball (Pro B)